# Adenanthos cacomorphus
Adenanthos cacomorphus es un pequeño arbusto de la familia Proteaceae. Se encuentra en el suroeste de Australia Occidental.

## Descripción
Adenanthos cacomorphus crece como un pequeño arbusto lignotúber de hasta un metro de altura. Las hojas suaves y peludas tienen una forma más o menos triangular con tres a cinco (ocasionalmente hasta siete) lóbulos apicales. Las flores rosadas individuales consisten en un perianto rosa brillante de aproximadamente 2.5 cm de largo y hasta 3.5 cm de largo.

## Conservación
Se clasifica como «Prioridad Dos - Poco conocida» en Australia Occidental por el Departamento de Medio Ambiente y Conservación. Es decir, es un taxón del que se conocen pocas poblaciones, al menos algunas de las cuales no se cree que estén bajo amenaza inmediata.